# Ritratto votivo della famiglia Vendramin
Ritratto votivo della famiglia Vendramin è un dipinto di Tiziano, a olio su tela (206x301 cm), quest'opera fu realizzata tra il 1543 e il 1547. Quest'opera è conservata alla National Gallery di Londra.